# 기장 옥정사 지장시왕도
기장 옥정사 지장시왕도(機張 玉井寺 地藏十王圖)는 부산광역시 기장군 일광읍 옥정사에 있는 지장시왕도이다. 2015년 11월 18일 부산광역시의 문화재자료 제90호로 지정되었다.

## 개요
옥정사 지장시왕도는 면(綿) 바탕에 채색을 베푼 불화로 일제강점기인 1924년에 조성되었다. 화면 중앙에 줄기가 치솟은 청련좌(靑蓮座) 위에 두광과 신광을 갖춘 지장보살이 정면향으로 앉아 있다. 본존 좌우에는 합장한 도명존자(道明尊者)와 무독귀왕(無毒鬼王)이 협시하고 있고, 그 주변에 시왕 10위, 판관 2위, 동자 2위 등의 권속(眷屬)이 상하 2열로 나눠 본존을 향해 배치되어 있다.
본존의 광배 주위와 천공에는 주색과 녹색계의 화려한 채운(彩雲)을 장식하였다. 전체적으로 채색은 적색과 청색을 활용하여 보색 대비를 이루면서 부분적으로 녹색, 황색, 백색을 가미하였고 금속 지물에는 금니를 사용하였다. 게다가 백색점열문(白色點列文)·이중원권문(二重圓圈文)·몰골법(沒骨法)과 돋을 기법의 사용, 적색과 청색의 보색 대비, 다양한 문양의 장식적 효과 등이 돋보이는 불화이다.
옥정사 지장시왕도는 본존과 권속의 배치 방식 및 적색과 청색으로 대비되는 채색에서 전통기법을 고수하면서도 19세기 마곡사를 중심으로 활동한 근대기 화승인 약효 계열의 특징적 기법인 몰골법이나 음영법 등을 반영하고 있어 주목되며, 근대기 불화로서의 도상과 화풍을 잘 보여주는 등 자료적 가치가 충분한 작품이다.

## 참고 자료
- 옥정사 지장시왕도 - 국가유산청 국가유산포털